# IC 1831
IC 1831 ist ein Emissionsnebel im Sternbild Kassiopeia. Das Objekt wurde im Jahre 1906 von Max Wolf entdeckt.